# Бишопс-Касл
Бишопс-касл — город на юго-западе Шропшира, Англия. Согласно переписи 2011 года в нём проживает 1893 человека.
Бишопс-касл находится в 2,4 км восточнее границы Уэльса c Англией, примерно в 30 км северо-западнее Ладлоу и в 30 км юго-западнее Шрусбери. На юге граничит с Кланом, а на востоке с Чёрч-Стреттоном. Город расположен в сельскохозяйственной зоне и славится своим альтернативным обществом, включающим художников, музыкантов, писателей и ремесленников. Окрестности представляют из себя холмистую прогулочную местность. Бишопс-касл — «желанный город для любителей пеших прогулок», за что он получил премию в 2008 году. Через город проходит пешеходная тропинка, Шропширский путь, а всего в нескольких милях на западе находится Вал Оффы.
Древняя дорога Керри-Риджуэй, доисторический маршрут бронзового века, проходил через этот город.